# Discosura langsdorffi
Discosura langsdorffi là một loài chim trong họ Chim ruồi.